# Colonia Canal Álamo
Colonia Canal Álamo är en ort i Mexiko.   Den ligger i kommunen Mexicali och delstaten Baja California, i den nordvästra delen av landet, 2 100 km nordväst om huvudstaden Mexico City. Colonia Canal Álamo ligger 26 meter över havet och antalet invånare är 206.
Terrängen runt Colonia Canal Álamo är platt. Runt Colonia Canal Álamo är det ganska tätbefolkat, med 58 invånare per kvadratkilometer. Närmaste större samhälle är Hermosillo, 14,1 km söder om Colonia Canal Álamo. Trakten runt Colonia Canal Álamo består till största delen av jordbruksmark.